# Ramón Villaverde
Ramón Alberto Villaverde Vázquez (Montevideo, 1930. március 16. – Barcelona, 1986. szeptember 15.) uruguayi labdarúgó, csatár.

## Pályafutása
1949–50-ben a montevideói Liverpool, 1950 és 1952 között a kolumbiai Cúcuta Deportivo, majd 1953–54-ben a Millonarios labdarúgója volt. A Millonarios csapatával egy kolumbiai bajnoki címet szerzett. 1954 és 1963 között a spanyol Barcelona játékosa volt. A Barcelonával két spanyol bajnoki címet és három kupagyőzelmet ért el. Tagja volt az 1955–58-as és az 1958–60-as VVK-győztes illetve az 1960–61-es BEK- és az 1961–62-es VVK-döntős együttesnek. 1963–64-ben a spanyol Racing Santander csapatában fejezte be az aktív játékot.

## Sikerei, díjai
Millonarios
- Kolumbiai bajnokság (Categoría Primera A)
  - bajnok: 1953

 FC Barcelona
- Spanyol bajnokság (La Liga)
  - bajnok (2): 1958–59, 1959–60
- Spanyol kupa (Copa del Generalísimo)
  - győztes (3): 1957, 1959, 1963
- Bajnokcsapatok Európa-kupája (BEK)
  - döntős: 1960–61
- Vásárvárosok kupája (VVK)
  - győztes (2): 1955–58, 1958–60
  - döntős: 1961–62